# Pseudeos fuscata
Pseudeos fuscata é uma espécie de ave da família Psittacidae. É a única espécie do género Pseudeos.
Pode ser encontrada nos seguintes países: Indonésia (Nova Guiné Ocidental)
e Papua-Nova Guiné.
Os seus habitats naturais são: florestas subtropicais ou tropicais húmidas de baixa altitude, florestas de mangal tropicais ou subtropicais e regiões subtropicais ou tropicais húmidas de alta altitude.